# Guillermo Varela
Guillermo Varela Olivera (* 24. března 1993) je uruguayský profesionální fotbalista, který hraje na pozici pravého obránce za brazilský klub CR Flamengo a uruguayský národní tým.

## Klubová kariéra

### Peñarol
Varela se narodil v Montevideu a svou kariéru tedy začal ve svém rodném městě v klubu Peñarol a debutoval 5. června 2011 při domácí porážce 1:0 proti Racing Club de Montevideo v poslední hrací den uruguayské Primera División.

### Manchester United a hostování v Real Madrid Castilla
V květnu 2013 se Varela vydal na dvoutýdenní zkoušku do Manchesteru United po působivém výkonu na Jihoamerickém šampionátu mládeže 2013. 7. června Varela oznámil, že podstupuje lékařskou prohlídku a 11. června s United podepsal pětiletou smlouvu, čímž se stal prvním přivedeným hráčem nového trenéra Davida Moyese.
V září 2014 se Varela připojil k rezervnímu týmu Realu Madrid Real Madrid Castilla na sezónní hostování. Byl však zařazen do kádru prvního týmu pro Ligu mistrů UEFA 2014/15 a dostal číslo 28. Odehrál 33 zápasů a jednou skóroval. Tento gól vstřelil 21. února 2015 na Estadio Alfredo Di Stéfano v Segunda División B, kdy mu nahrával Martin Ødegaard při výhře 4:0 nad Barakaldem.

#### Návrat do United a hostování v Eintrachtu Frankfurt
Po návratu do United byl Varela zařazen do týmu pro skupinovou fázi Ligy mistrů UEFA 2015/16. Svůj debut si odbyl 5. prosince 2015 jako náhradník za Paddyho McNaira při bezbrankové remíze v Premier League proti West Hamu United na Old Trafford. O tři dny později si Varela připsal svůj první start a debut v Lize mistrů UEFA 2015/16, kde odehrál celých 90 minut při porážce 2:3 s Wolfsburgem. Dne 25. února 2016 v odvetném utkání 1. kola play-off Evropské ligy proti FC Midtjylland asistoval u druhého ze dvou gólů, který vstřelil Marcus Rashford, který skóroval při svém debutu v Manchesteru United. 19. dubna vstřelil Varela vítězný gól v nastaveném čase a tým Manchesteru United do 21 let tak vyhrál Premier League do 21 let 2015/16.
Po příchodu Josého Mourinha jako manažera United v roce 2016 nastoupil Varela jako náhradník v prvním zápase Mourinha v čele týmu, přátelské výhře 2:0 proti Wiganu Athletic. Nebyl však zařazen do Mourinhova týmu pro letní turné klubu po Číně a 23. července se Varela připojil k německému klubu Eintracht Frankfurt na sezónní hostování.
Trenér Frankfurtu Niko Kovač na konci sezóny prozradil, že se očekávalo, že Varela nastoupí ve finále DFB-Pokal 2017 a bude mu prodloužena smlouva, ale od těchto plánů bylo upuštěno poté, co se Varela vzepřel pokynům trenérů klubu a nechal si udělat tetování, které se později zanítilo. Kvůli tomu a dalším disciplinárním problémům byl Varela suspendován klubem, který řekl, že se nebude pokoušet prodloužit jeho hostování.

### Návrat do Peñarolu
Dne 12. srpna 2017 se Varela vrátil do Peñarolu. Svůj druhý debut za klub si odbyl 20. srpna 2017 při výhře 4:0 nad El Tanque Sisley.

### FC Kodaň
Dne 20. prosince 2018 dánský superligový tým FC Kodaň oznámil, že se k němu Varela připojí v lednu 2019 na základě smlouvy do června 2023.

### Dynamo Moskva
Dne 17. října 2020 odešel na hostování do ruského prvoligového klubu FK Dynamo Moskva na sezónu 2020/21.
Dne 17. července 2021 přestoupil do Dynama Moskva natrvalo a podepsal s klubem dvouletou smlouvu. Fanoušci Dynama ho zvolili hráčem měsíce za říjen 2021.

### Flamengo
Dne 30. července 2022 podepsalo Flamengo hostovací smlouvu s Varelou do 31. května 2023.
Dne 12. ledna 2023 Flamengo oznámilo, že Varela podepsal předběžnou trvalou smlouvu.

## Reprezentační kariéra
Varela odehrál 29 zápasů za uruguayský národní tým do 20 let. V roce 2013 hrál za Uruguay na Mistrovství světa ve fotbale hráčů do 20 let, kde tým skončil na druhém místě za mistrovskou Francií.
Dne 5. března 2016, poté, co se objevil v prvním týmu Manchesteru United, byl Varela poprvé povolán do seniorského týmu Uruguaye na kvalifikační zápasy na mistrovství světa proti Brazílii a Peru.
V červnu 2018 byl Varela jmenován do konečného 23členného kádru Uruguaye pro Mistrovství světa ve fotbale 2018 v Rusku.
Varela byl jmenován do týmu Uruguaye pro Mistrovství světa ve fotbale 2022 v Kataru. V prvním zápase Uruguaye na turnaji proti Jižní Koreji nastoupil jako náhradník v 88. minutě, kdy nahradil Facunda Pellistriho.

## Statistiky

### Klubové
Platí k zápasu hranému 20. února 2024.
| Klub                             | Sezóna            | Liga               | Liga   | Liga | Státní liga | Státní liga | Národní pohár | Národní pohár | Ligový pohár | Ligový pohár | Kontinentální | Kontinentální | Ostatní | Ostatní | Celkově | Celkově |
| Klub                             | Sezóna            | Soutěž             | Zápasy | Góly | Zápasy      | Góly        | Zápasy        | Góly          | Zápasy       | Góly         | Zápasy        | Góly          | Zápasy  | Góly    | Zápasy  | Góly    |
| -------------------------------- | ----------------- | ------------------ | ------ | ---- | ----------- | ----------- | ------------- | ------------- | ------------ | ------------ | ------------- | ------------- | ------- | ------- | ------- | ------- |
| Peñarol                          | 2010/11           | Primera División   | 1      | 0    | —           | —           | —             | —             | —            | —            | 0             | 0             | —       | —       | 1       | 0       |
| Peñarol                          | 2011/12           | Primera División   | 0      | 0    | —           | —           | —             | —             | —            | —            | 0             | 0             | —       | —       | 0       | 0       |
| Peñarol                          | 2012/13           | Primera División   | 0      | 0    | —           | —           | —             | —             | —            | —            | 0             | 0             | —       | —       | 0       | 0       |
| Peñarol                          | Celkově           | Celkově            | 1      | 0    | —           | —           | —             | —             | —            | —            | 0             | 0             | —       | —       | 1       | 0       |
| Manchester United                | 2013/14           | Premier League     | 0      | 0    | —           | —           | 0             | 0             | 0            | 0            | 0             | 0             | 0       | 0       | 0       | 0       |
| Manchester United                | 2014/15           | Premier League     | 0      | 0    | —           | —           | 0             | 0             | 0            | 0            | —             | —             | —       | —       | 0       | 0       |
| Manchester United                | 2015/16           | Premier League     | 4      | 0    | —           | —           | 3             | 0             | 0            | 0            | 4             | 0             | —       | —       | 11      | 0       |
| Manchester United                | 2016/17           | Premier League     | 0      | 0    | —           | —           | 0             | 0             | 0            | 0            | 0             | 0             | 0       | 0       | 0       | 0       |
| Manchester United                | Celkově           | Celkově            | 4      | 0    | —           | —           | 3             | 0             | 0            | 0            | 4             | 0             | 0       | 0       | 11      | 0       |
| Real Madrid Castilla (hostování) | 2014/15           | Segunda División B | 33     | 1    | —           | —           | —             | —             | —            | —            | —             | —             | —       | —       | 33      | 1       |
| Eintracht Frankfurt (hostování)  | 2016/17           | Bundesliga         | 7      | 0    | —           | —           | 3             | 0             | —            | —            | —             | —             | —       | —       | 10      | 0       |
| Peñarol                          | 2017              | Primera División   | 11     | 0    | —           | —           | —             | —             | —            | —            | —             | —             | —       | —       | 11      | 0       |
| Peñarol                          | 2018              | Primera División   | 12     | 0    | —           | —           | —             | —             | —            | —            | 6             | 0             | 1       | 0       | 19      | 0       |
| Peñarol                          | Celkově           | Celkově            | 23     | 0    | —           | —           | —             | —             | —            | —            | 6             | 0             | 1       | 0       | 30      | 0       |
| FC Kodaň                         | 2018/19           | Superligaen        | 7      | 0    | —           | —           | 0             | 0             | —            | —            | 0             | 0             | —       | —       | 7       | 0       |
| FC Kodaň                         | 2019/20           | Superligaen        | 27     | 0    | —           | —           | 1             | 0             | —            | —            | 15            | 0             | —       | —       | 43      | 0       |
| FC Kodaň                         | 2020/21           | Superligaen        | 1      | 0    | —           | —           | 0             | 0             | —            | —            | 2             | 0             | —       | —       | 3       | 0       |
| FC Kodaň                         | Celkově           | Celkově            | 35     | 0    | —           | —           | 1             | 0             | —            | —            | 17            | 0             | —       | —       | 53      | 0       |
| Dynamo Moskva (hostování)        | 2020/21           | Ruská Premier Liga | 17     | 0    | —           | —           | 2             | 0             | —            | —            | —             | —             | —       | —       | 19      | 0       |
| Dynamo Moskva                    | 2021/22           | Ruská Premier Liga | 24     | 0    | —           | —           | 5             | 0             | —            | —            | —             | —             | —       | —       | 29      | 0       |
| Dynamo Moskva                    | 2022/23           | Ruská Premier Liga | 1      | 0    | —           | —           | 0             | 0             | —            | —            | —             | —             | —       | —       | 1       | 0       |
| Dynamo Moskva                    | Celkově           | Celkově            | 42     | 0    | —           | —           | 7             | 0             | —            | —            | —             | —             | —       | —       | 49      | 0       |
| Flamengo (hostování)             | 2022              | Série A            | 5      | 0    | —           | —           | 0             | 0             | —            | —            | 1             | 0             | —       | —       | 6       | 0       |
| Flamengo (hostování)             | 2023              | Série A            | 1      | 0    | 7           | 0           | 1             | 0             | —            | —            | 2             | 0             | 4       | 0       | 15      | 0       |
| Flamengo                         | 2023              | Série A            | 4      | 0    | —           | —           | 2             | 0             | —            | —            | 0             | 0             | —       | —       | 6       | 0       |
| Flamengo                         | 2024              | Série A            | 0      | 0    | 6           | 1           | 0             | 0             | 0            | 0            | 0             | 0             | —       | —       | 6       | 1       |
| Flamengo                         | Celkově           | Celkově            | 10     | 0    | 13          | 1           | 3             | 0             | —            | —            | 3             | 0             | 4       | 0       | 33      | 1       |
| Celkově v kariéře                | Celkově v kariéře | Celkově v kariéře  | 155    | 1    | 13          | 1           | 17            | 0             | 0            | 0            | 30            | 0             | 5       | 0       | 220     | 2       |

### Reprezentační
Platí k zápasu hranému 20. června 2023.
| Národní tým | Rok     | Zápasy | Góly |
| ----------- | ------- | ------ | ---- |
| Uruguay     | 2017    | 1      | 0    |
| Uruguay     | 2018    | 4      | 0    |
| Uruguay     | 2019    | 0      | 0    |
| Uruguay     | 2020    | 0      | 0    |
| Uruguay     | 2021    | 0      | 0    |
| Uruguay     | 2022    | 7      | 0    |
| Uruguay     | 2023    | 2      | 0    |
| Celkově     | Celkově | 14     | 0    |

## Úspěchy
Peñarol
- Primera División: 2017, 2018
- Supercopa Uruguaya: 2018

FC Kodaň
- Superligaen: 2018/19

Flamengo
- Copa Libertadores: 2022